# Klaroen (muziekinstrument)
Een klaroen is een signaalinstrument dat vergelijkbaar is met de reguliere trompet, echter zonder of met één ventiel. De blaastechniek bepaalt het geluid. Zij is gemaakt van koper en heeft een doordringende en scherpe toon. Zonder ventiel staat dit instrument gestemd in Bes, echter met ventiel ingedrukt staat de klaroen gestemd in Es.
Vanouds werd de klaroen in het leger gebruikt om signalen te geven. Bij de infanterie was het instrument in Bes gestemd zijn, de bereden wapens gebruikten Es-klaroenen. Dienstvakken die beide legeronderdelen bedienen, gebruikten in hun militaire muziek zowel de Bes- als de Es-klaroen.     
Bij dodenherdenkingen wordt de Laatste Groet (Last Post) of de taptoe in principe op een klaroen geblazen; desnoods op een ander instrument maar zonder de ventielen te gebruiken. 
Een drumband, aangevuld met klaroenen, wordt klaroenkorps genoemd.